# Октабромодиренат(III) цезия
Октабромодиренат(III) цезия — неорганическое соединение,
соль цезия и октабромодирениевой кислоты
с формулой Cs2Re2Br8,
чёрные кристаллы.

## Получение
- Восстановление перрената калия фосфорноватистой кислотой:

{\displaystyle {\mathsf {2KReO_{4}+4H_{3}PO_{2}+8HBr+2CsBr\ {\xrightarrow {90^{o}C}}\ }}}
{\displaystyle {\mathsf {\ {\xrightarrow {90^{o}C}}\ Cs_{2}Re_{2}Br_{8}\downarrow +4H_{3}PO_{3}+4H_{2}O+2KBr}}}

## Физические свойства
Октабромодиренат(III) цезия образует чёрные кристаллы
ромбической сингонии,
пространственная группа P bca,
параметры ячейки a = 1,2625 нм, b = 1,2953 нм, c = 1,0141 нм, Z = 4.
Не растворяется в этаноле.